# Nobiol
Nobiol est une localité située dans le département de Dori de la province du Séno dans région Sahel au Burkina Faso.